# Kiva
Kiva. Hopi naziv za mušku polupodzemnu ili podzemnu odaju za odmaranje, karakterističnu za drevna i moderna naselja Pueblo u Arizoni i Novom Meksiku te prapovijesne pueblose u Coloradu i Utahu. Prvi su ih opisali rani španjolski istraživači iz 8. st., koji su ih označili kao estufas, što znači 'vruće sobe', očito pogrešno zamijenivši njihovu glavnu upotrebu kao one za znojenje. Jednu od kiva u pueblu Taosa 1540. opisao je Castañeda (14. Rep. B. A. E., 1896.) kako sadrži "12 stupova, od kojih su 4, u sredini, bila velika koliko su 2 čovjeka mogla dosegnuti okolo," dok "neki koji su viđeni bili su dovoljno veliki za igru loptom." Kive u selima Rio Grandea opisane su kao "podzemne, četvrtaste ili okrugle, s finim stupovima", što je uglavnom točno i danas. Prvi Španjolci također navode da su "mladići živjeli u estufama", da "ako se muškarac odrekne svoje žene mora ići u estufu", te da je "zabranjeno ženama spavati u estufama ili ulaziti ove za bilo koju svrhu, osim da svojim muževima ili sinovima daju nešto za jelo," što je još uvijek slučaj osim u nekoliko slučajeva u kojima kive koriste ženska vjerska društva ili gdje su žene svjedoci ceremonija. "Kivas", kaže Castañneda, "pripadaju muškarcima, dok kuće pripadaju ženama." Na drugom mjestu on tvrdi da kive pripadaju cijelom selu, što znači da nisu vlasništvo jednog pojedinca ili domaćinstva.
Čini se da je najstariji oblik kive bio kružni, a neki od njih se još uvijek koriste u pueblima Rio Grandea, kao što su Santo Domingo, Santa Clara i Nambe, iako je u ovom dijelu, gdje je španjolski utjecaj bio najjači, postojanost ovog tip se možda najmanje očekuje. S druge strane, kod Zunija i u Hopi selima, kive su pravokutne, u potonjim potpuno ili djelomično pod zemljom i obično izolirane, u prvima su djelomično podzemne i čine dio seoske skupine. Izvorno su Zuñi kive bile u dvorištima sela, ali, vjerojatno zbog španjolskih ograničenja, njihova je situacija kasnije bila skrivena među nastambama, gdje su i danas. Broj kiva u pueblu varirao je ovisno o veličini i broju vjerskih organizacija koje su ih koristile. Samo Oraibi ima 13 kiva, dok neki od manjih puebla sadrže samo jedan. Oni Hopi, kojih ima 33, pravokutni su i uglavnom su tako građeni da su približno na sjevernoj i južnoj liniji, iznimke su vjerojatno zbog potreba mjesta. Ova potonja okolnost, međutim, nije dopuštena da ometa podzemni ili polu-podzemni karakter kivasa, jer je ovo obilježje toliko postojano očuvano da je pogodnost upotrebe žrtvovana za mjesta koja dopuštaju djelomično iskopavanje u stijeni ili potonuće komora ispod površine vrha Mese. Kive imaju nekoliko zidnih otvora, i to vrlo malenih. U komore se uvijek ulazi ljestvama do krova i drugim kroz otvor. Krov podupiru grede prekrivene gredama ili daskama i dobro nabijenom žbukom; podovi se obično sastoje od glatkih ploča od pješčenjaka; zidovi, koji su ponekad ukrašeni simboličnim slikama usmjerenih životinja u usmjerenim bojama, u cijelosti su ili djelomično okruženi čvrstom kamenom klupom od čerpića, a na jednom kraju, iza ljestava, nalazi se niska platforma ili podij. Plitko ložište zauzima središte poda, a otvor je jedino sredstvo za prolaz dima. Na kraju nekih kiva, okrenutih prema ljestvama, nalazi se mala okrugla rupa u kamenu ili ploči od pamučnog drveta — sípapu ili shípapulima (ime varira ovisno o jeziku plemena) — što simbolizira mjesto podrijetla i konačno mjesto odlazak naroda Pueblo i medij komunikacije s bićima podzemlja. Kada se ne koristi, sipapu se drži priključenom. Iza ovog otvora obično se podiže oltar, koji se razlikuje ovisno o društvu i ceremoniji, a ispred njega se ponekad radi suhoslikanje, a brojni simbolični pribor sastavljaju se propisanim redoslijedom.